# Diadegma tripunctatum
Diadegma tripunctatum är en stekelart som först beskrevs av Bridgman 1886.  Diadegma tripunctatum ingår i släktet Diadegma och familjen brokparasitsteklar. Inga underarter finns listade i Catalogue of Life.